# نيكولاوس فرانك
نيكولاوس فرانك (بالسويدية: Nikolaus Frank)‏ هو مصمم سويدي، ولد في 1964.